# 몰 오브 아프리카
몰 오브 아프리카(Mall of Africa)는  하우텡주 미드란드 워터폴 시티에 위치한 쇼핑몰이다. 아프리카에서 건설된 단일 단계 쇼핑몰 중 세 번째로 큰 규모이다.
이 쇼핑몰은 총 130,000제곱미터의 소매 면적을 가지고 있다. 몰 오브 아프리카는 두 개의 주요 소매층과 워터폴 시티 공원과 직접 연결되는 야외 레스토랑 광장을 갖추고 있다.

## 역사
몰 오브 아프리카는 미드란드, 하우텡주에 위치한 개발 중인 복합 용도 개발 구역인 워터폴 시티의 중심부가 되기 위해 시작되었다. 요하네스버그와 프리토리아 사이에 위치하여 몰과 워터폴은 하우텡주 대부분 지역에서 쉽게 접근할 수 있다. 2012년에 건설이 시작되었고 원래는 2016년 3월에 개장할 예정이었으나, 나중에 2016년 4월로 연기되었다.

### 개장일 행사
이 쇼핑몰은 2016년 4월 28일에 일반에 개방되었으며, 이로 인해 N1 및 N3 고속도로는 물론 미드란드 지역으로 이어지는 대부분의 도로에서 심각한 교통 체증이 발생했다. 일부 상점은 개장일 할인을 진행하여 수백 명의 쇼핑객이 상점 입구 주변으로 줄을 서게 만들었으며, 이로 인해 일부 쇼핑객은 상점이 개장을 제대로 준비했는지 의문을 제기했다.

## 입점 업체
몰 오브 아프리카에는 백화점인 울워스와 하이퍼마켓인 게임 및 체커스 하이퍼와 같은 주요 입점 업체가 있다. 이 쇼핑몰에는 또한 H&M, 코튼 온 및 포에버21과 같은 국제 브랜드의 남아프리카 공화국 플래그십 스토어도 입점해 있다. 또한 스타벅스, 망고 맨, 더 쿠플스, 부티크 아델라, 자라 홈, 아르마니 익스체인지, 언더아머 및 인터옵티카와 같은 새로운 브랜드를 남아프리카 공화국에 소개했다.

## 디자인
이 쇼핑몰 디자인은 아프리카의 지질학적 특징에서 영감을 받았으며, 이는 각 코트에서 분명히 드러난다. 크리스탈 코트는 쇼핑몰 북부에 위치하며, 남부 아프리카의 광물 자원을 예리한 기하학적 패턴으로 표현한다.
그레이트 레이크스 코트는 쇼핑몰 동부에 위치하며, 주로 동아프리카의 그레이트 레이크를 나타내며 차분하고 부드러운 재료를 사용했다. 데저트 코트는 쇼핑몰 남부에 위치하며, 북아프리카의 사하라 사막을 나타내며 전통적인 베르베르 양탄자에 사용되는 차분한 모티프를 사용했다.
올레움 코트는 쇼핑몰 서부에 위치하며, 서아프리카의 석유 자원을 나타낸다. 포레스트 워크 코트는 쇼핑몰 중앙에 있으며, 중앙아프리카와 그 열대우림을 나타낸다.